# Falcone
Pour les articles homonymes, voir Falcone (homonymie).
Falcone est une commune de la province de Messine, dans la région Sicile, en Italie.

## Administration
| Période                                  | Période  | Identité      | Étiquette    | Qualité |
| ---------------------------------------- | -------- | ------------- | ------------ | ------- |
| 13 juin 2006                             | En cours | Santi Cirella | Lista civica |         |
| Les données manquantes sont à compléter. |          |               |              |         |

### Communes limitrophes
Furnari, Montalbano Elicona, Oliveri,  Tripi